# MidnightBSD
MidnightBSD ist ein von FreeBSD abgeleitetes freies Betriebssystem aus der Familie der Unix-ähnlichen. Seine Besonderheit stellt die GNUstep-basierende Desktop-Umgebung dar, die an Look and Feel von NeXTStep erinnert.

## Geschichte und Entwicklung
MidnightBSD begann 2005 als Fork von FreeBSD 6.1 Beta.
Der Gründer des Projekts, Lucas Holt, wollte ein von BSD abgeleitetes Desktop-Betriebssystem erstellen. Er war mit mehreren Live-CD-Projekten vertraut, aber nicht mit der Arbeit an PC-BSD oder DesktopBSD. Zur gleichen Zeit hatte er auch ein Interesse an GNUstep. Die beiden Interessen wurden von ihm zusammengefasst, um eine benutzerfreundliche Desktop-Umgebung zu erstellen. MidnightBSD wurde nach der ersten Katze von Lucas und Caryn Holt benannt. Der Kater Midnight (Mitternacht) war eine schwarze Türkische Angora.
MidnightBSD 0.1 wurde auf der Grundlage der Bemühungen von Lucas Holt, Caryn Holt, D. Adam Karim, Phil Pereira von bsdnexus und Christian Reinhardt freigegeben. Diese Version enthält eine modifizierte Version von FreeBSDs Ports-System.
Christian Reinhardt ersetzte Phil Pereira als primären „Imports“-Betreuer noch vor Veröffentlichung von MidnightBSD 0.1. Als Sicherheitsbeauftragter für die erste Veröffentlichung fungierte D. Adam Karim. Das Release-Engineering wird durch Lucas Holt abgewickelt.
Die Version 0.2 bekam ein verfeinertes mports-System und beinhaltete bereits über 2000 Pakete. Der Portable C Compiler wurde auf i386 neben der GNU Compiler Collection (GCC) aufgenommen. Weitere Änderungen sind die standardmäßige Aktivierung von ipfw und Soundkartenerkennung beim Start, neuere Versionen von vielen Software-Paketen, einschließlich Bind, GCC, OpenSSH und Sendmail, sowie eine Live-CD.
Die Version 0.3 verfügt über einige Verbesserungen von FreeBSD 7.0 und DragonFlyBSD.
Mit der Version 1.0 wurde die Unterstützung von Ryzen-Hardware eingeführt. Auch ist es erstmals möglich, MidnightBSD von einem ZFS-Dateisystem zu booten.
Version 1.1 beseitigt Fehler, die sich nach der Veröffentlichung von 1.0 herausstellten.

## Lizenzen
Die meisten Komponenten von MidnightBSD, der Kernel-Code und der meiste neu geschaffene Code stehen unter der BSD-Lizenz. Einige Softwarepakete, wie X.Org, GCC und GNUstep, unterliegen anderen Lizenzen, wie der GPL-, LGPL-, ISC- und Beerware-Lizenz.